# Вијана до Кастело (округ)
Округ Вијана до Кастело (порт. Distrito de Viana do Castelo) је један од 18 округа Португалије, смештен у њеном крајње северном делу. Седиште округа је истоимени град Вијана до Кастело.

## Положај и границе округа
Округ Вијана до Кастело се налази у најсевернијем делу Португалије и граничи се са:
- север и исток: Шпанија (Галиција)
- југ: округ Брага,
- запад: Атлантски океан.

## Природни услови
Рељеф: Западни део округа Вијана до Кастело је приобална равница уз Атлантски океан. Она је већим делом плодна и густо насељена. Источни део округа је побрђе Мињо, просечне висине 300-400 метара. Крајње североисточни део је планински (планина Пенеда).
Клима у округу Вијана до Кастело је средоземна, с тим што на већим висинама добија оштрије црте.
Воде: Западна граница округа је Атлантски океан. Најважнија река у округу је Лима, а значајна је река Мињо на северу, која је истовремено и граница ка Шпанији. Већина мањих водотока су њихове притоке.

## Становништво
По подацима из 2001. године на подручју округа Вијана до Кастело живи преко 250 хиљада становника, већином етничких Португалаца.
Густина насељености - Округ има густину насељености преко 110 ст./км², што блиско државном просеку (око 105 ст./км²). Западни, приобални део округа уз град Вијана до Кастело је веома густо насељен, док је брдско-планинско подручје на истоку значајно слабије насељено.

## Подела на општине
Округ Вијана до Кастело је подељен на 10 општина (concelhos), које се даље деле на 290 насеља (Freguesias).
Општине у округу су:
| - Аркос де Валдевез - Валенса - Вијана до Кастело - Вила Нова де Кервеира - Камиња | - Мелгасо - Монсао - Паредес де Соура - Понте де Барка - Понте де Лима |